# Gladiolus huillensis
Gladiolus huillensis là một loài thực vật có hoa trong họ Diên vĩ. Loài này được (Welw. ex Baker) Goldblatt miêu tả khoa học đầu tiên năm 1989 publ. 1990.